# Pauline Hanson
Pour les articles homonymes, voir Hanson.
Pauline Lee Hanson, née Seccombe le 27 mai 1954 à Brisbane, est une femme politique australienne.

## Biographie
Pauline Hanson entre en politique en étant élue au conseil municipal de la ville d'Ipswich en 1994. Elle rejoint le Parti libéral en 1995 et veut représenter la formation pour la circonscription d'Oxley lors des élections fédérales australiennes de 1996, mais le Parti libéral ne l'investit pas. Elle décide quand même de se présenter sans étiquette et est élue à la Chambre des représentants. En 1997, elle fonde Pauline Hanson's One Nation, un parti politique de droite, populiste, conservateur et opposé au multiculturalisme. Elle perd son siège à la Chambres de représentants lors des élections de 1998.
Après avoir quitté le parlement fédéral, Pauline Hanson s'est présentée à plusieurs élections locales et nationales sous la bannière de son propre parti Pauline Hanson's One Nation. Elle est exclue du parti en 2002. Le tribunal de district de Brisbane la reconnaît coupable de fraude électorale en 2003 mais la Cour d'appel du Queensland l'innocente finalement. Elle passe 11 semaines en prison en attendant la décision de la cour d'appel.
Pauline Hanson réintègre le parti qu'elle avait contribué à créer, Pauline Hanson's One Nation en 2013, redevenant la cheffe de file du parti l'année d'après. Lors des élections fédérales de 2016, elle est élue au Sénat, dans la circonscription du Queensland.
En mars 2017 elle exprime son admiration pour Vladimir Poutine et explique que les « Australiens veulent un gouvernement du même style que celui de Poutine ». Ses commentaires sont désavoués par le chef du Parti travailliste, Bill Shorten, et par le Premier ministre Malcolm Turnbull. S'élevant contre la politique du gouvernement australien qui consiste à réduire les aides gouvernementales des parents qui refusent de faire vacciner leurs enfants, elle qualifie cette pratique de chantage digne d'une dictature. Le Premier ministre rétorque qu'« il est vital pour la santé des Australiens que quasiment toute la population soit vaccinée ». L'ancien chef de l'association médicale australienne déclare que Pauline Hanson est « dangereuse et ignorante ».
Elle est réélue au Sénat lors des élections fédérales de 2022.